# József Raduly
József Raduly (Budapest, 6 maggio 1927 – Budapest, 21 marzo 2022) è stato un calciatore ungherese, di ruolo centrocampista.

## Carriera

### Club
Ha sempre giocato nel campionato ungherese.

### Nazionale
Ha collezionato 2 presenze con la maglia della Nazionale